# Antennaria linearifolia
Antennaria linearifolia es una especie de planta herbácea perteneciente a la familia de las asteráceas. Es nativa de Sudamérica.

## Taxonomía
Antennaria linearifolia fue descrita por Hugh Algernon Weddell en Chloris Andina 1(4–6): 150 en 1855.
Etimología
Antennaria: nombre genérico que deriva de la latína antenna, a causa de la semejanza de las flores masculinas con las antenas de los insectos.
linearifolia: epíteto latíno que significa "con las hojas lineares".
Sinonimia
- Gnaphalium antennarioides DC.[5]
- Gnaphalium linearifolium (Wedd.) Franch.[5]
- Gnaphalium sedoides Klatt[5]
- Leontopodium linearifolium (Wedd.) Britton[5]
- Leontopodium linearifolium(Wedd.) Benth. & Hook. f.[5]

## Nombres comunes
- Coca del inca,[1] coca coca[6]